# Kadzielnia

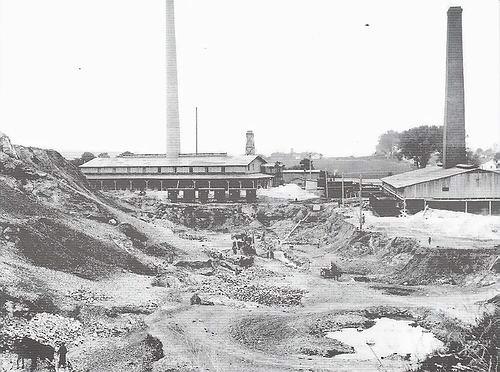
Kadzielnia, 1920 r.

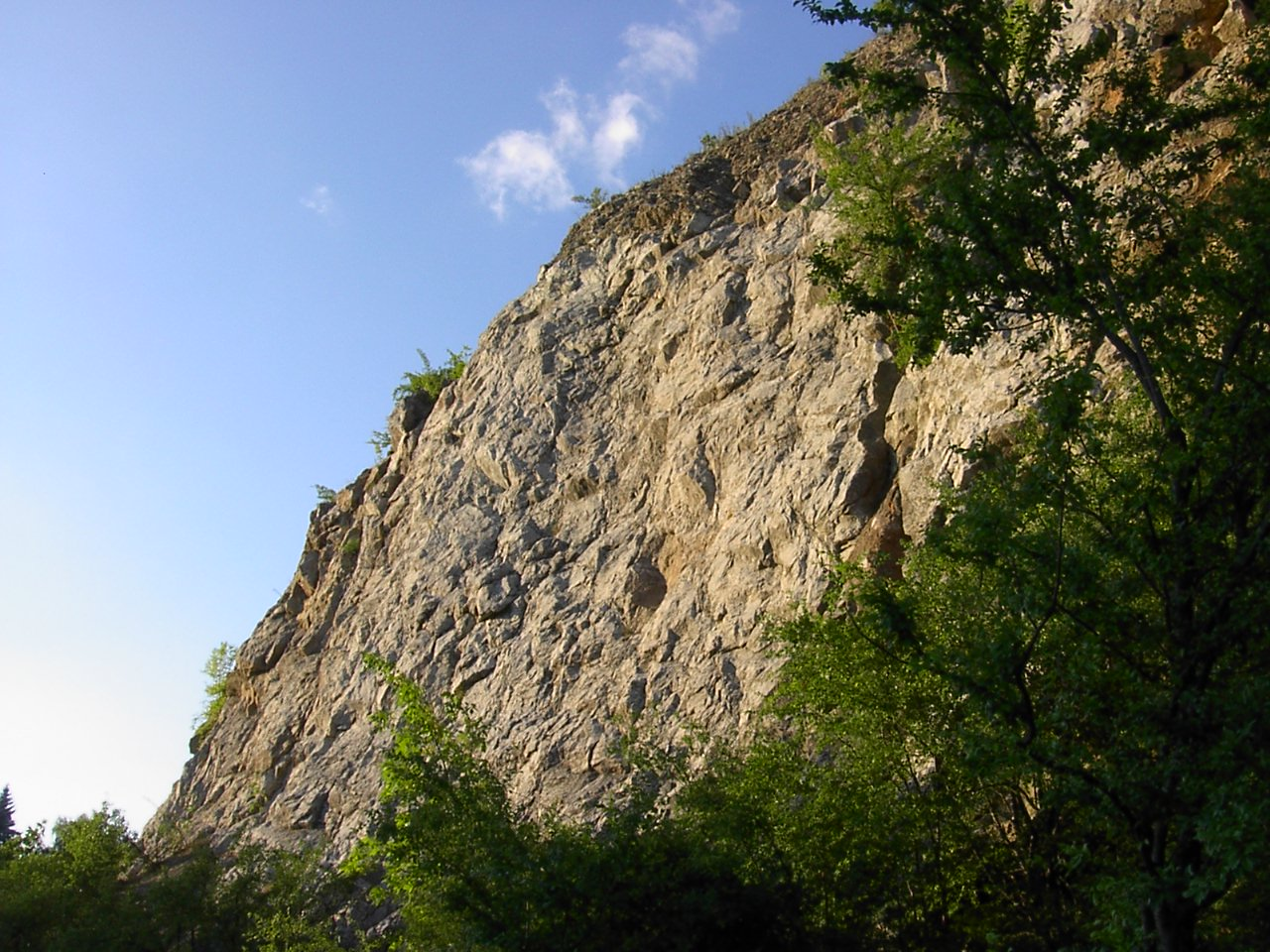
Kadzielnia, 2004 r.

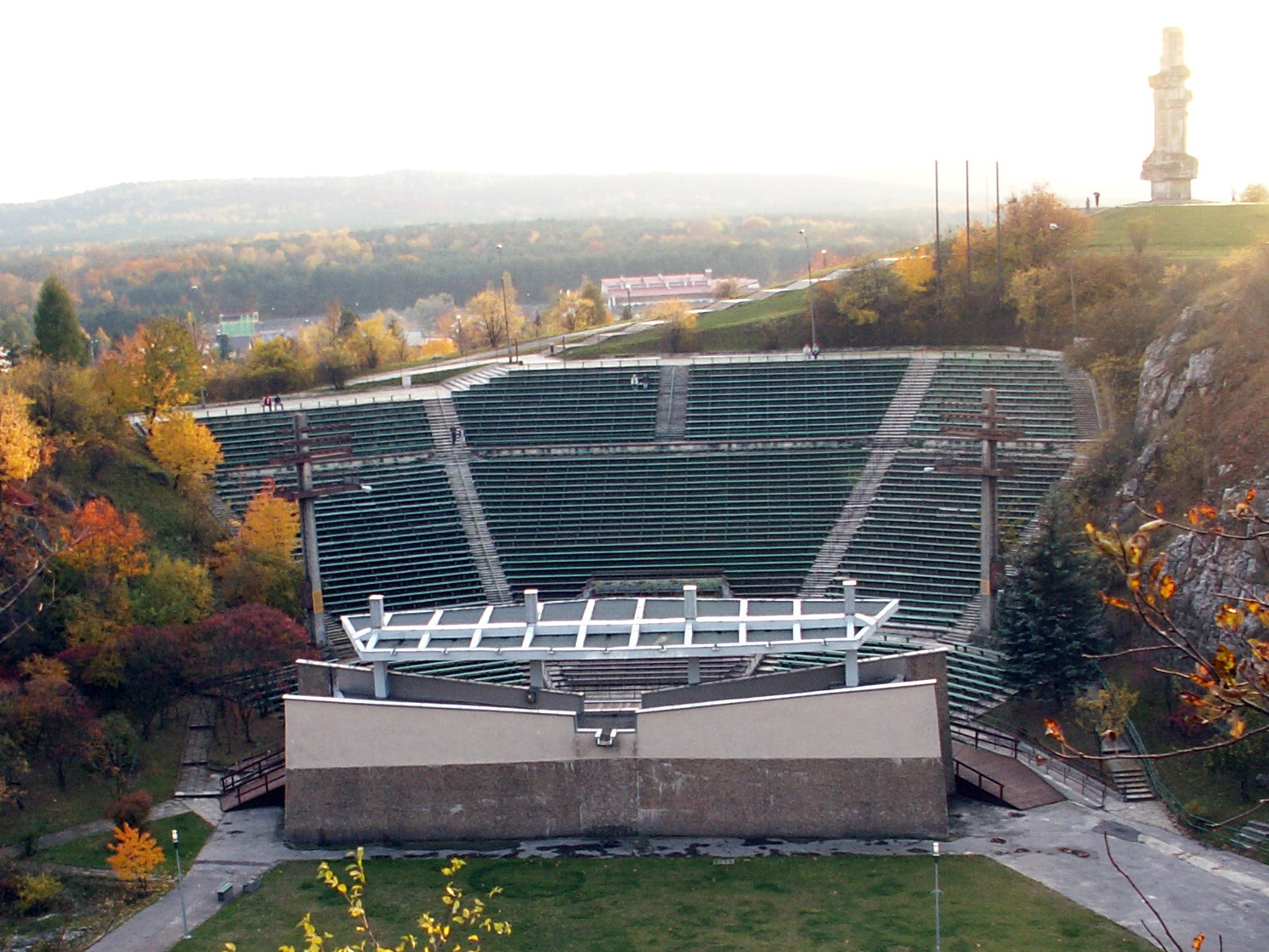
Stary Amfiteatr na Kadzielni

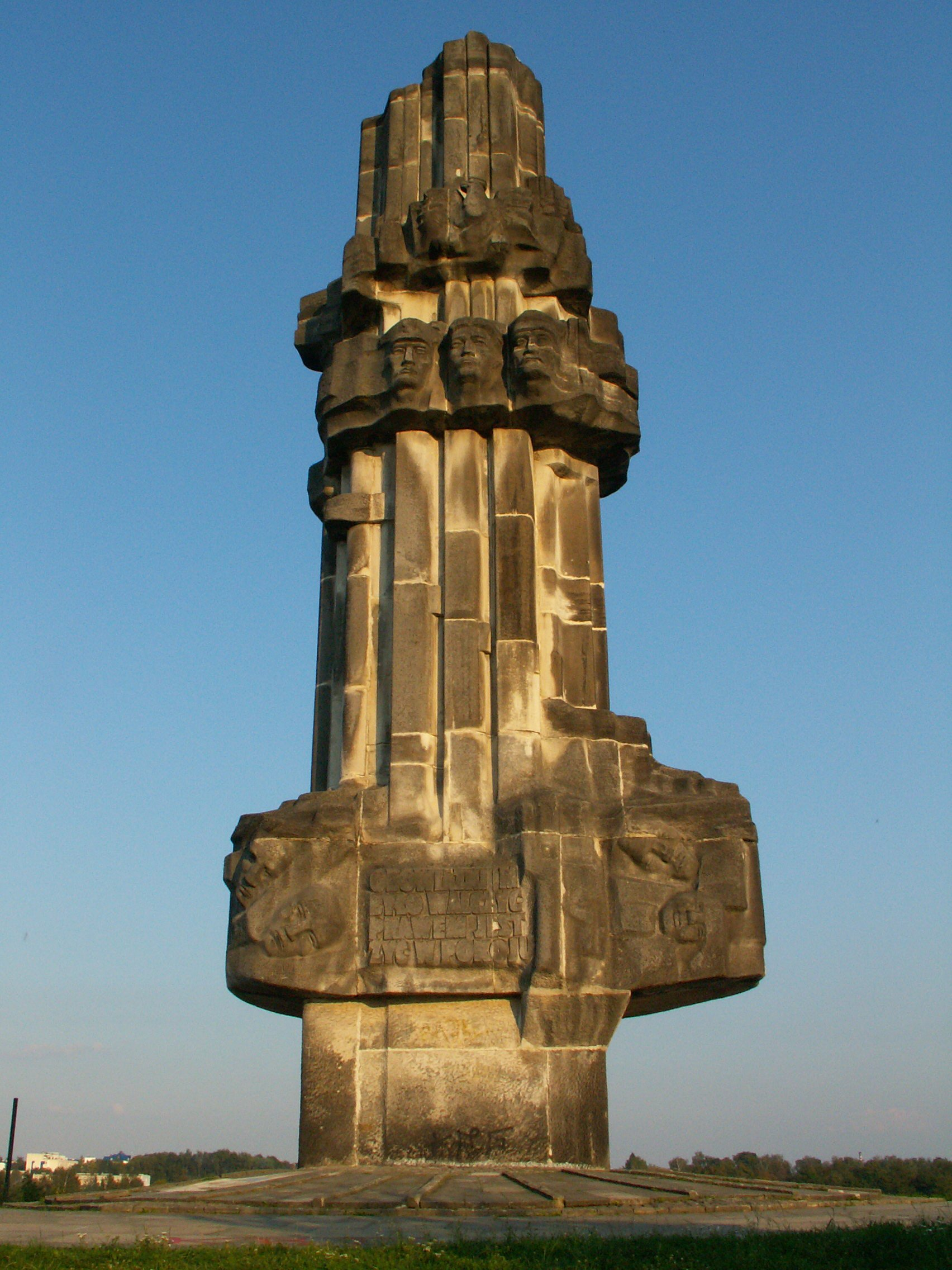
Pomnik Bojowników o Wyzwolenie Narodowe i Społeczne – widok od strony zachodniej

Kadzielnia – wzgórze w południowo-zachodniej części Kielc – stolicy województwa świętokrzyskiego. Kadzielnia, zbudowana z wapieni górnodewońskich (fran, famen), ma wysokość 295 m n.p.m. Obecne wyrobisko (wcześniej były tam kamieniołomy) wypełniają wody podziemne tworząc Jezioro Szmaragdowe.
Kadzielnia stanowi największe skupisko jaskiń na Kielecczyźnie (jest ich tu 25). Najdłuższą jaskinią jest Jaskinia Odkrywców, obejmująca trzy połączone ze sobą jaskinie: Jaskinię Odkrywców, Prochownię i Szczelinę na Kadzielni. Została ona udostępniona turystycznie jako Podziemna trasa turystyczna w Kielcach. Inne większe jaskinie to: Jaskinia Wschodnia na Kadzielni, Jaskinia Jeleniowska, Jaskinia Zawaliskowa, Jaskinia Urwista na Kadzielni, Komin Geologów, Jaskinia za Filarem i Jaskinia pod Łodzikami.
Najwyższą część wzgórza, Skałkę Geologów, obejmuje Rezerwat przyrody Kadzielnia. Jest otoczona około 30 metrowymi skarpami.
Przez Kadzielnię przechodzi  czerwony szlak miejski prowadzący przez Kielce.

## Geneza nazwy
Nazwa Kadzielnia pochodzi od rosnącego tu jałowca wykorzystywanego do produkcji kadzideł, lub według innej wersji, od kadzielnika (kościelnego), który dzierżawił ten teren.

## Historia Kadzielni
Według legend na Kadzielni znajdowało się miejsce pogańskiego kultu z ołtarzem służącym do składania ofiar. Trudno o dowody na potwierdzenie tej tezy, wiadomo tylko o fakcie, że jeszcze w XVI w. wzgórzem opiekował się kościelny kieleckiej kolegiaty, który za zadanie miał m.in. „odpędzanie” pogańskich mocy.
W XVIII w. rozpoczęto eksploatację tworzących Kadzielnię skał wapiennych. Kamieniołom stale rozbudowywano; w 1770 z inicjatywy biskupa K. Sołtyka postawiono w nim pierwszy wapiennik (piec do wypalania wapna). Powstały głębokie wyrobiska na najniższym poziomie zalewane wodami podskórnymi, które z kolei utworzyły jeziorko noszące nazwę, od niepowtarzalnej barwy, Szmaragdowego. Zarybione niegdyś pstrągami, wyschło w latach 90. w wyniku obniżenia się poziomu wód gruntowych. Obecnie trwają prace nad jego odtworzeniem. Już w I poł. XIX w. Kadzielnia stała się celem podmiejskich wycieczek, opisywanych głównie przez Adolfa Dygasińskiego i Stefana Żeromskiego. Planowano tu nawet utworzenie parku z ogrodem botanicznym.
Dopiero w 1931 roku objęto ochroną szczytowy ostaniec skalny, zwany Skałką Geologów. Eksploatacja kamienia trwała aż do 1962 roku. Utworzono wówczas Rezerwat przyrody Kadzielnia, obejmujący 0,6 ha dawnego kamieniołomu. W południowej części wzgórza wybudowano amfiteatr na ponad 5000 miejsc, który przekazano miastu w 1971 roku podczas obchodów IX wieków Kielc. Mają tu miejsce liczne koncerty i imprezy, m.in. coroczny Harcerski Festiwal Kultury Młodzieży Szkolnej „Kielce”. Charakterystycznym elementem Kadzielni jest pomnik Bojowników o Narodowe i Społeczne Wyzwolenie dłuta Stefana Maja odsłonięty w 1979 roku.

## Rozbudowa
W 2010 roku amfiteatr na Kadzielni przeszedł całkowitą przebudowę.
Wybudowana została nowa scena wraz z garderobami i pomieszczeniami technicznymi. Zamontowane zostało zadaszenie: nad sceną stałe, a nad widownią rozsuwany dach. Wymienione zostały także ławki dla widzów. Obecnie amfiteatr mieści 5,5 tys. osób.